# Святосавье
Святосавье (серб. Светосавље) — сербская разновидность православия, основанная на образе и творчестве святого Саввы и сербской национальной религиозной традиции.
Как жизненная философия и как богословское направление возникло в 30-х годах XX века в Королевстве Югославия.
Идеологами стали епископ Николай Велимирович и отец Иустин Попович.
Термин «святосавье» возник у молодых профессоров и студентов богословского факультета Белградского университета и позже вошёл в общий обиход.